# Bela Stena, Raška
Bela Stena (izvirno srbsko Бела Стена) je naselje v Srbiji, ki upravno spada pod Občino Raška; slednja pa je del Raškega upravnega okraja.

## Demografija
V naselju, katerega izvirno (srbsko-cirilično) ime je Бела Стена, živi 414 polnoletnih prebivalcev, pri čemer je njihova povprečna starost 46,4 let (44,7 pri moških in 47,9 pri ženskah). Naselje ima 194 gospodinjstev, pri čemer je povprečno število članov na gospodinjstvo 2,53.
To naselje je, glede na rezultate popisa iz leta 2002, večinoma srbsko, a v času zadnjih treh popisov je opazno zmanjšanje števila prebivalcev.
|  |

| Demografija | Demografija     | Demografija     |
| Leto        | Št. prebivalcev | Št. prebivalcev |
| ----------- | --------------- | --------------- |
|             |                 |                 |
|             |                 |                 |
|             |                 |                 |
|             |                 |                 |
| 1948        | 915             |                 |
| 1953        | 652             |                 |
| 1961        | 745             |                 |
| 1971        | 681             |                 |
| 1981        | 646             |                 |
| 1991        | 597             | 589             |
| 2002        | 504             | 491             |
|             |                 |                 |

| Etnična sestava po popisu iz leta 2002 | Etnična sestava po popisu iz leta 2002 | Etnična sestava po popisu iz leta 2002 | Etnična sestava po popisu iz leta 2002 | Etnična sestava po popisu iz leta 2002 |
| -------------------------------------- | -------------------------------------- | -------------------------------------- | -------------------------------------- | -------------------------------------- |
| Srbi                                   | Srbi                                   |                                        | 484                                    | 98,57%                                 |
| Črnogorci                              | Črnogorci                              |                                        | 2                                      | 0,40%                                  |
| Nemci                                  | Nemci                                  |                                        | 1                                      | 0,20%                                  |
| Muslimani                              | Muslimani                              |                                        | 1                                      | 0,20%                                  |
| Bolgari                                | Bolgari                                |                                        | 1                                      | 0,20%                                  |
| Jugoslovani                            | Jugoslovani                            |                                        | 1                                      | 0,20%                                  |
| Neznano                                | Neznano                                |                                        | 1                                      | 0,20%                                  |